# Santa Lucía (Uruguai)
Santa Lucía é uma cidade e município do Uruguai, localizada no no noroeste do departamento de Canelones, sobre a margem leste do rio Santa Lucía (limite com o departamento de  San José, estando a 15 km da cidade de Canelones. Em 2011 tinha 16 752 habitantes.
Santa Lucía é conhecida por ser uma área agrícola, pecuária-leiteira e com inúmeras granjas. O começo do povoamento na região se deu por volta de 1764, com objetivo de deter o contrabando dos portugueses e os ataques indígenas sobre Montevidéu.
É a cidade natal do ex-presidente da CONMEBOL, Eugenio Figueredo, preso em 2015, acusado de corrupção.